# Piticchio
Piticchio è un borgo medievale delle Marche sito a 400 m s.l.m. nel comune di Arcevia in provincia di Ancona.

## Geografia fisica
Piticchio si trova su un poggio a 379 m s.l.m. e circa a sette km dal centro di Arcevia, verso Serra de' Conti.

## Storia
Insieme al vicino borgo di Montale appartenne fino al 1200 al Vescovo di Senigallia: le prime tracce scritte del castello si hanno nel 1223 come proprietà vescovile. Venne in seguito annesso nel 1293 a Rocca Contrada, l'antico nome di Arcevia, e distrutto più volte.

## Monumenti e luoghi d'interesse

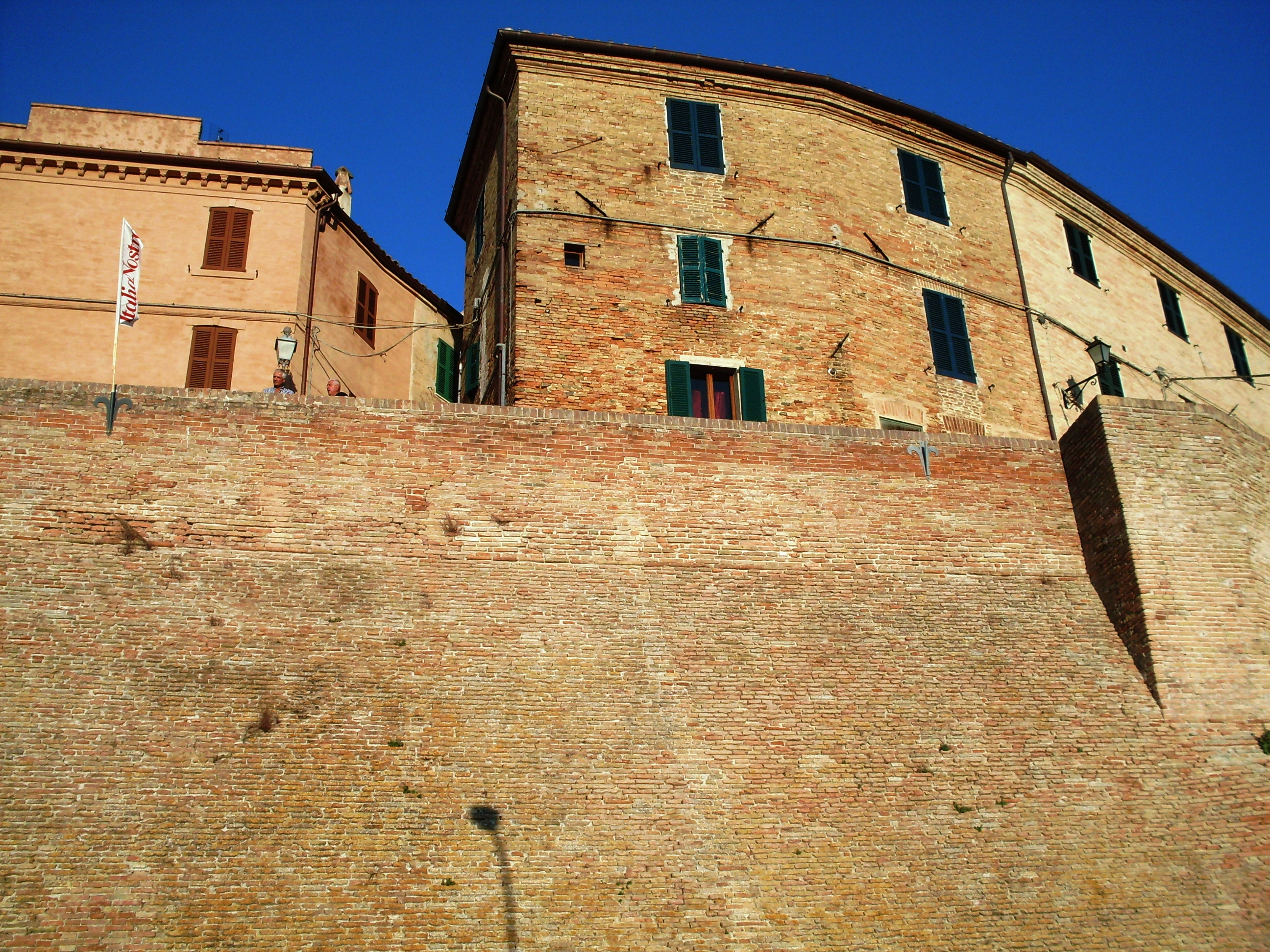
Mura di Piticchio

Degne di nota sono la cinta muraria ben conservata, con il suo giro di ronda interamente camminabile; su di essa si sviluppa il castello medievale ad impianto quattrocentesco, sede di vari eventi del comune e oggi ottimamente restaurato: distrutto più volte nella fine del Duecento, nel Cinquecento subì un notevole rifacimento ad opera dell'architetto Giovanni de Matteo di Bellinzona, mentre tra Ottocento e Novecento parte dell'ingresso con doppia porta fu rifatto realizzando la terrazza attuale.
La Chiesa di San Sebastiano, che presenta le tracce di varie fasi di costruzione dal Quattrocento ai giorni nostri, conserva al suo interno un dossale ligneo, intagliato e dorato risalente al XVI secolo, sul quale sono state inserite tre tele e due tavolette risalenti agli anni 1580-1590 circa e attribuibili a Ercole Ramazzani.
Il Teatrino privato Carletti Giampieri ubicato all'interno dell'omonimo palazzo, tipico esempio di architettura civile di prestigio delle Marche, è un teatrino di proprietà privata costruito nel 1846, sicuramente da annoverare tra i più piccoli del mondo, dotato di un unico ordine di palchi ed in grado di contenere non più di una trentina di persone.
Il MUSEOGIOCANDO la cui vasta collezione comprende migliaia di oggetti, che sono stati suddivisi in tre tipologie: giocattoli d'epoca, modelli ferroviari e modelli di veicoli stradali. Prevede tre aree espositive: una per i giocattoli più antichi, vale a dire i soldatini e le bambole, nonché i primi giocattoli prodotti industrialmente; una seconda dedicata alle ferrovie in miniatura e a determinate tipologie di giocattoli d'epoca e una terza sala, al piano inferiore dell'edificio, che racconta la storia dei veicoli stradali attraverso migliaia di modellini. In più vi è un grande laboratorio, dove si terranno corsi di modellismo e di autocostruzione dei strumenti del gioco.
Di notevole interesse storico anche le due case padronali appartenute alle potenti famiglie locali dei De Strani e dei Giampieri.

## Eventi
Il paese è animato nel mese di novembre dalla Festa d'Autunno, arrivata quasi al quarto di secolo, promossa con l'aiuto dell'associazione locale "Amici di Piticchio".

## Economia
Tra le produzioni tipiche il vino, l'olio d'oliva ed il miele, ma anche il farro e la cicerchia biologica. Diffusa anche la produzione di prodotti alimentari a base di carne come il "crespo scondito" e il "tosto".

## Galleria d'immagini

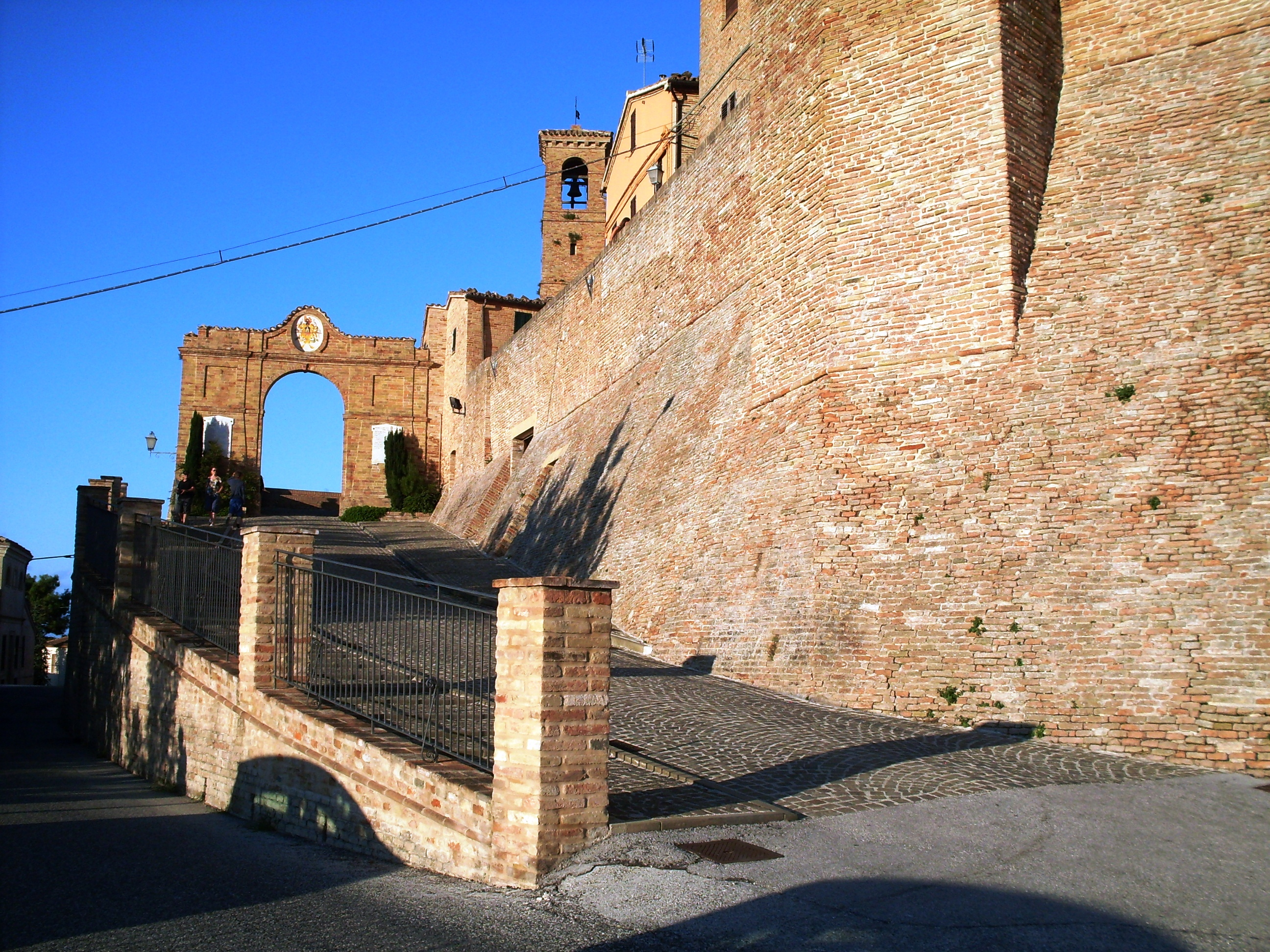
Ingresso di Piticchio
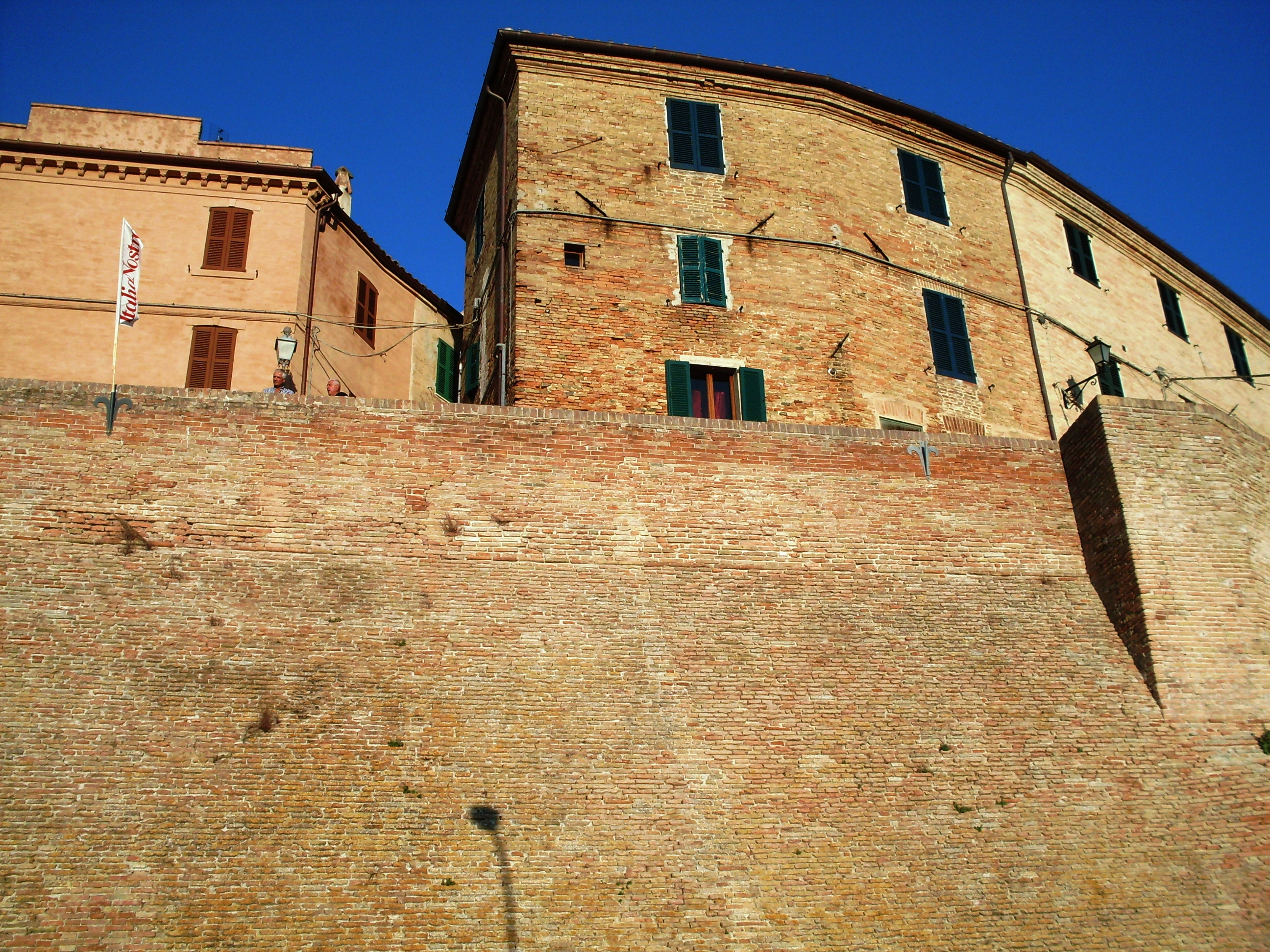
Mura di Piticchio
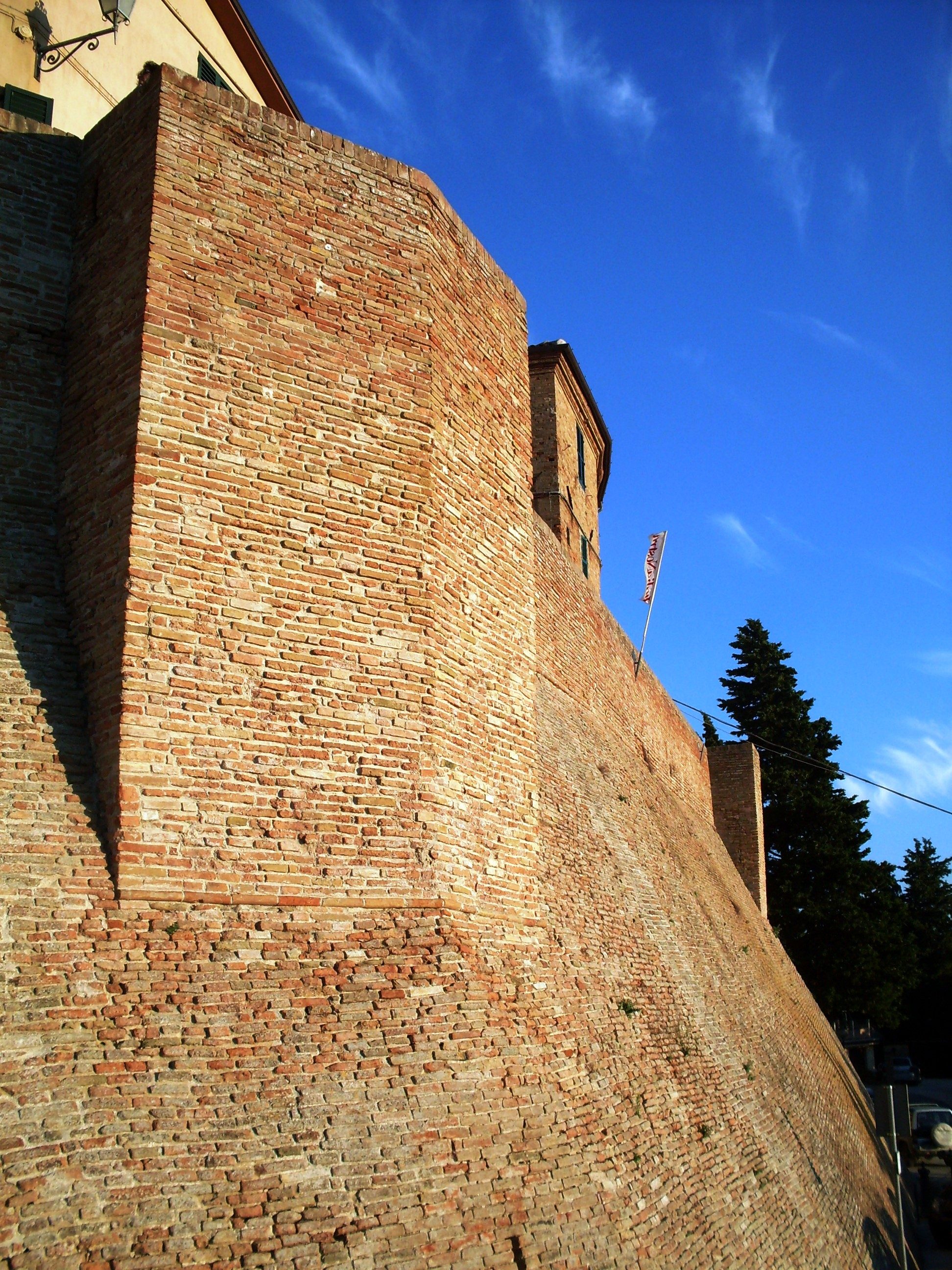
Scorcio delle Mura di Piticchio
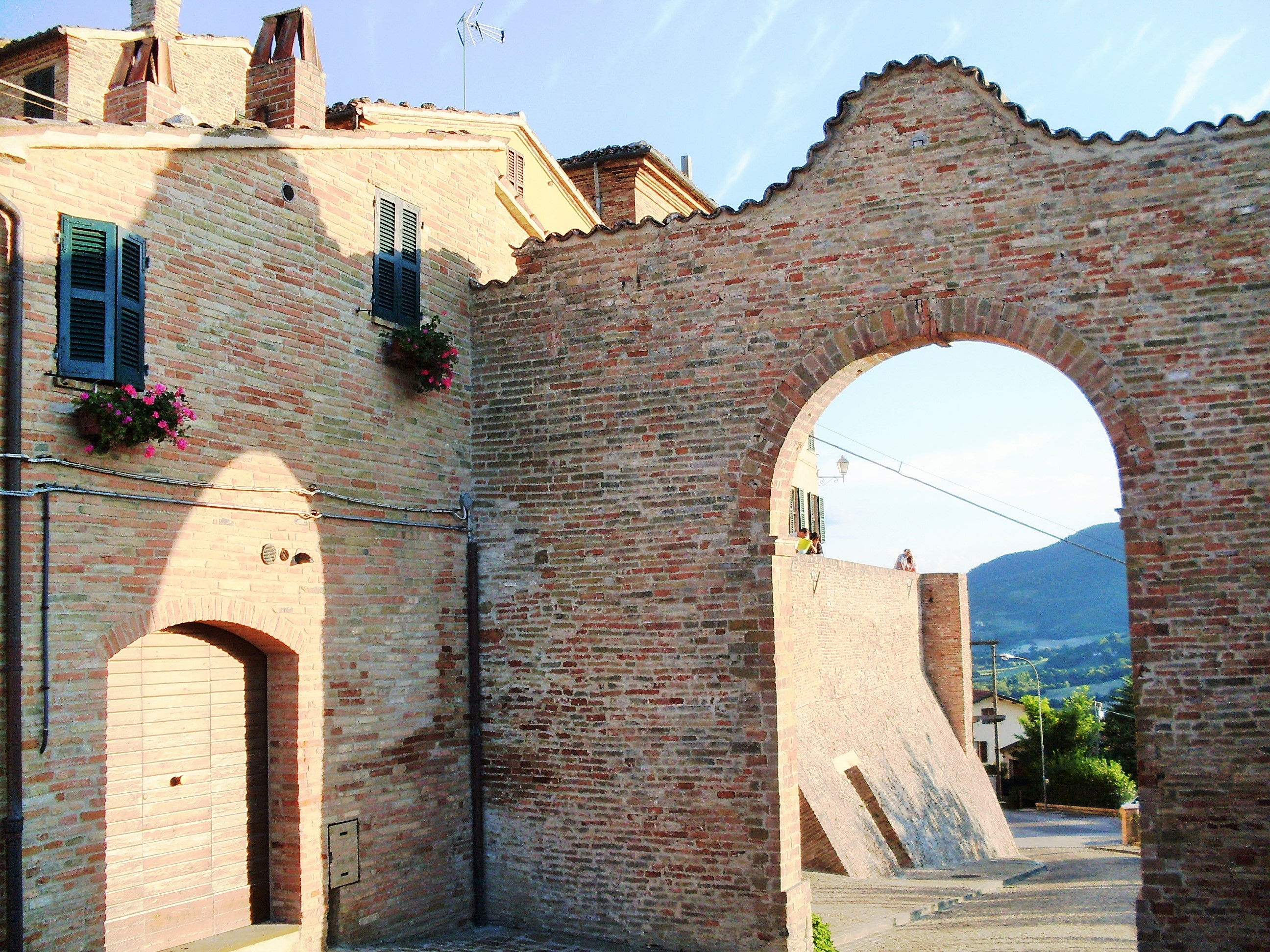
Interno dell'ingresso di Piticchio
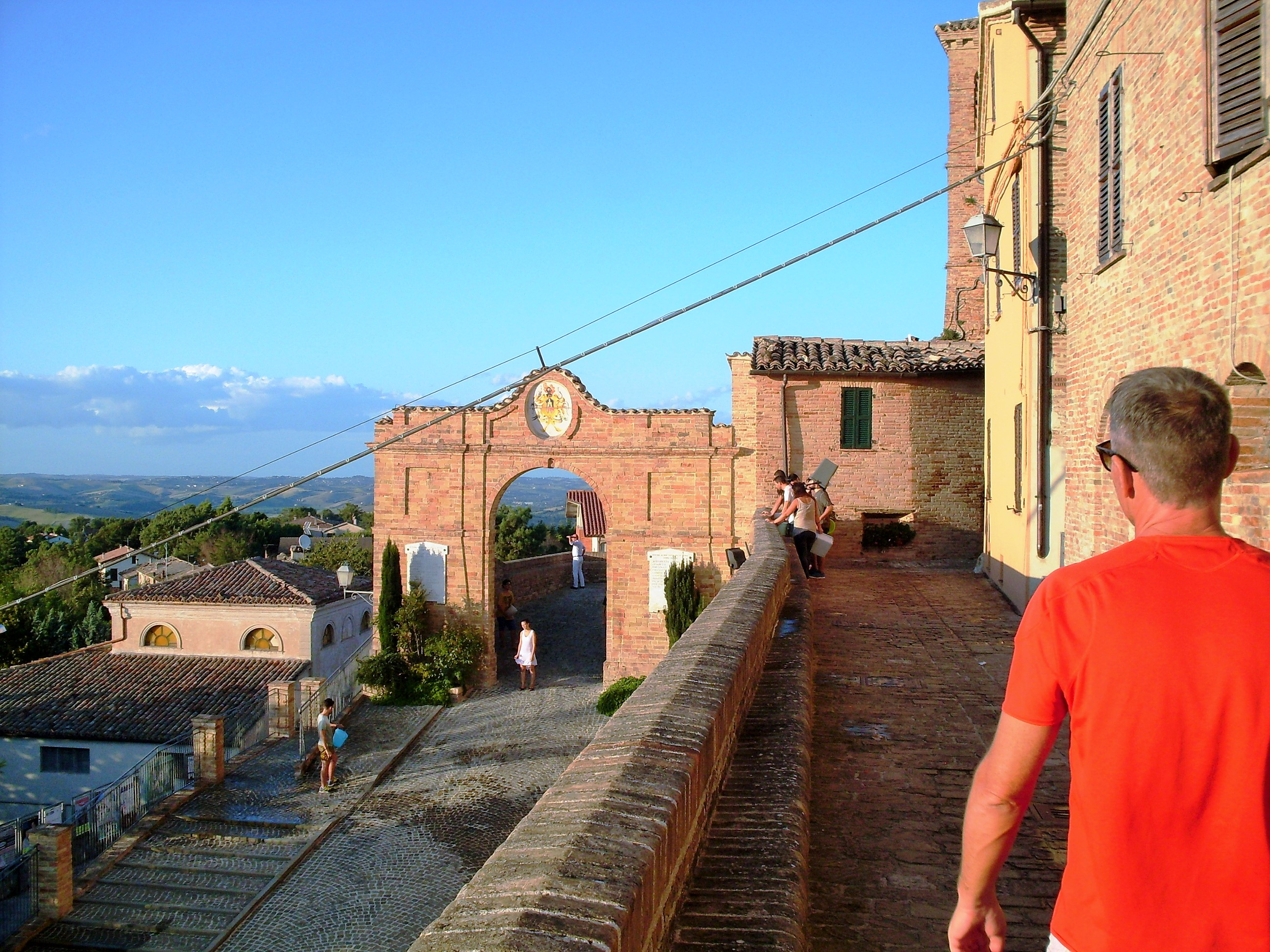
Cammino di ronda di Piticchio
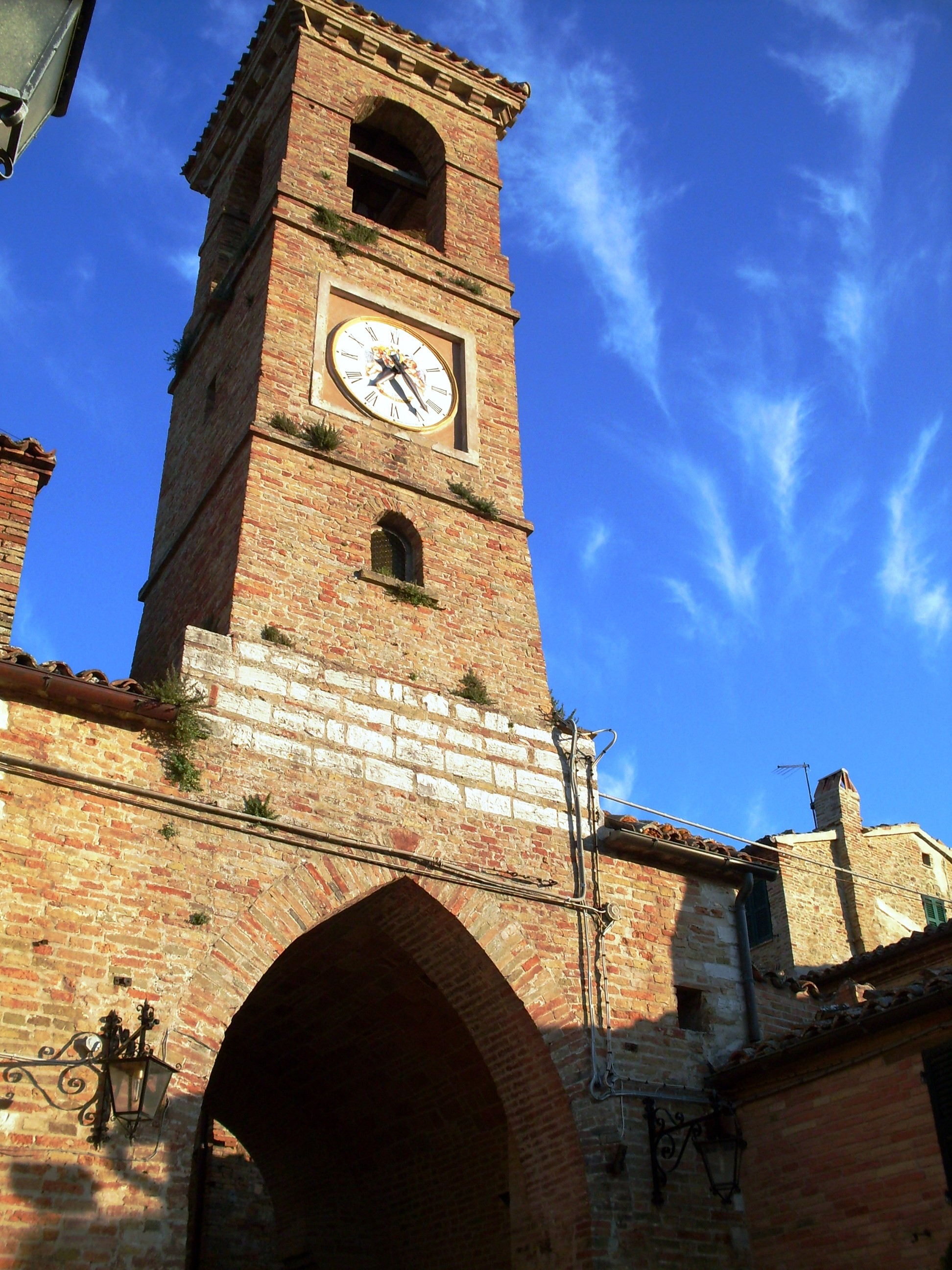
Torre orologio Piticchio
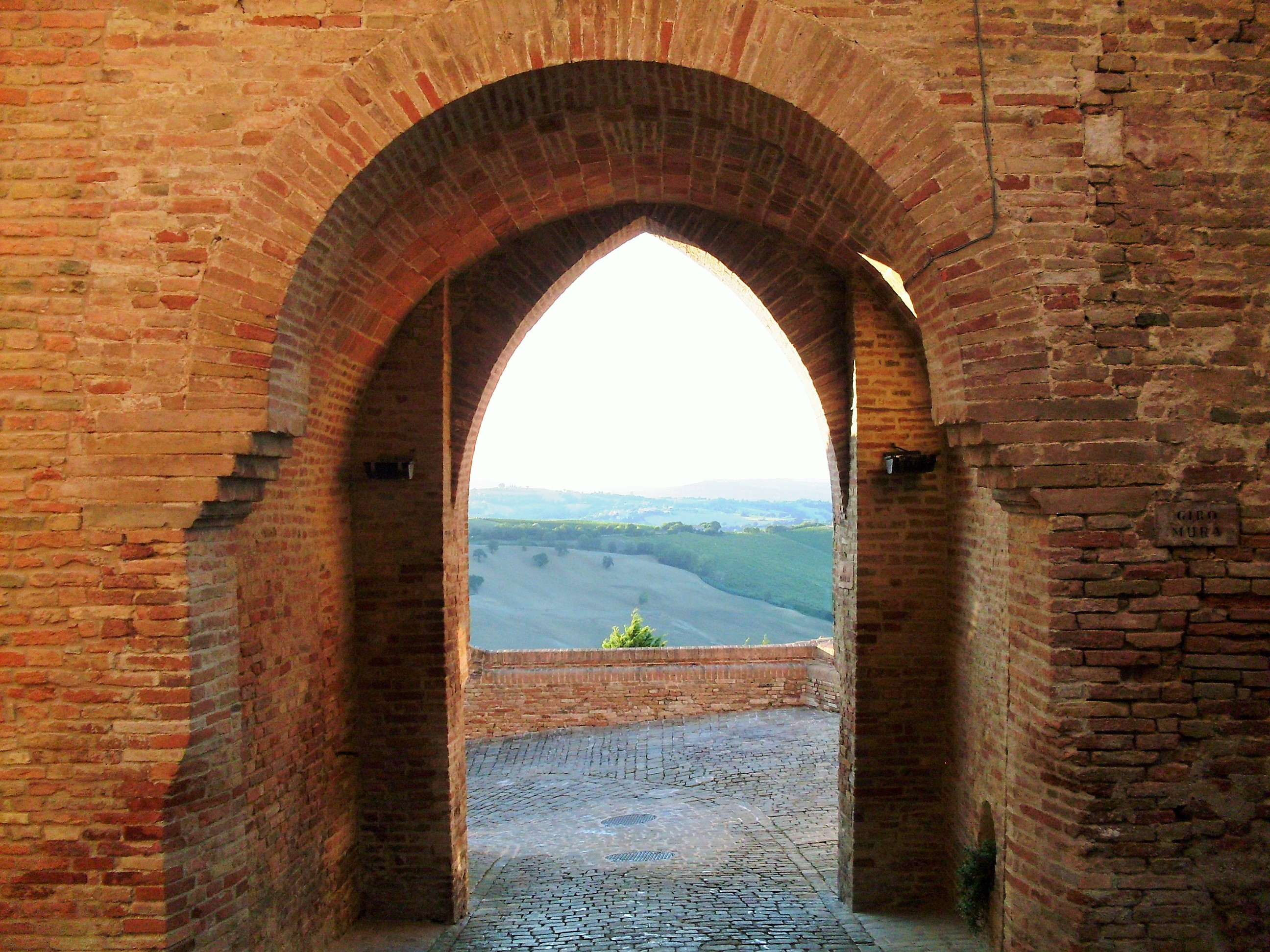
Arco della torre Piticchio (Piticchio)
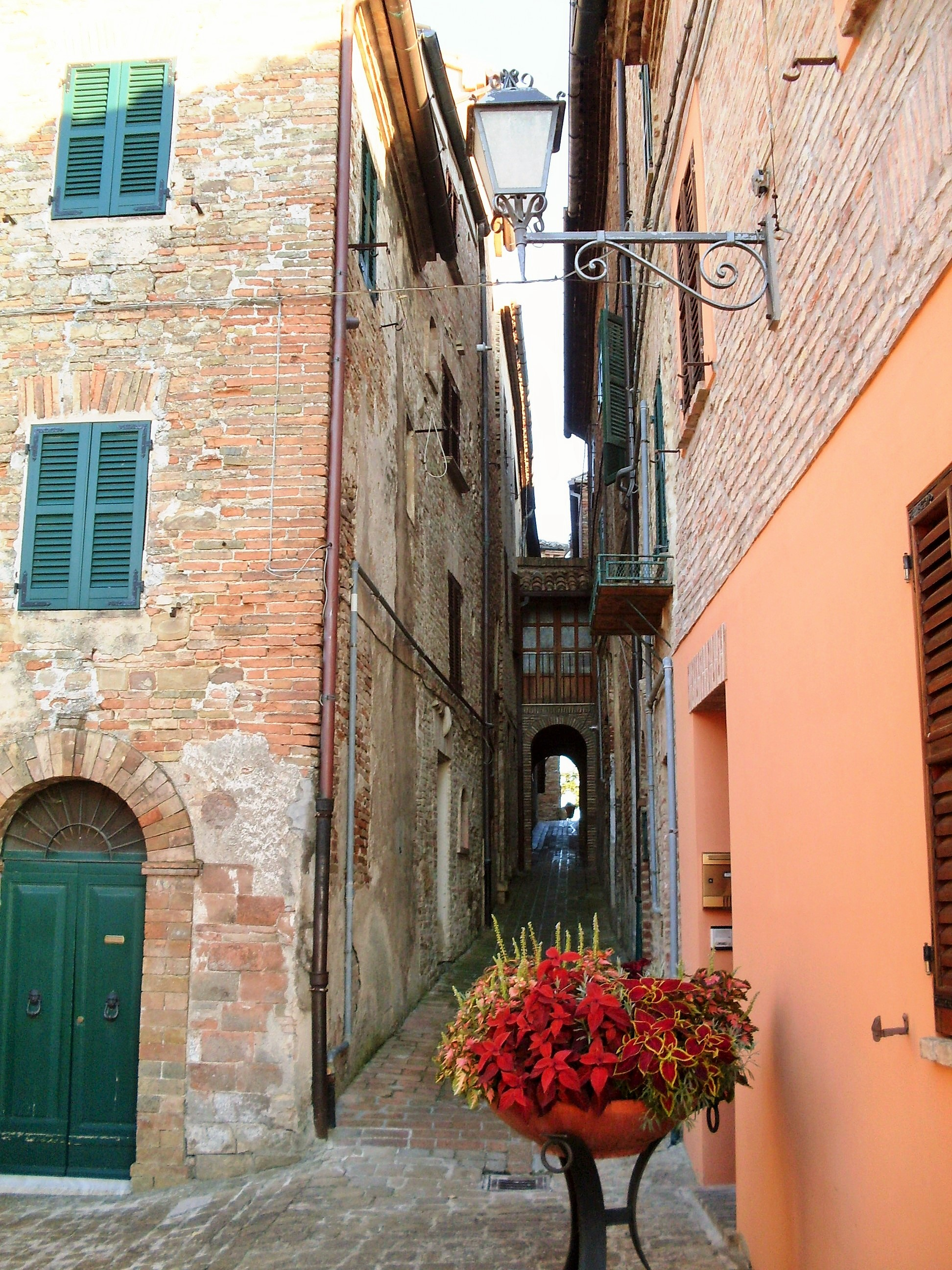
Vicoli di Piticchio
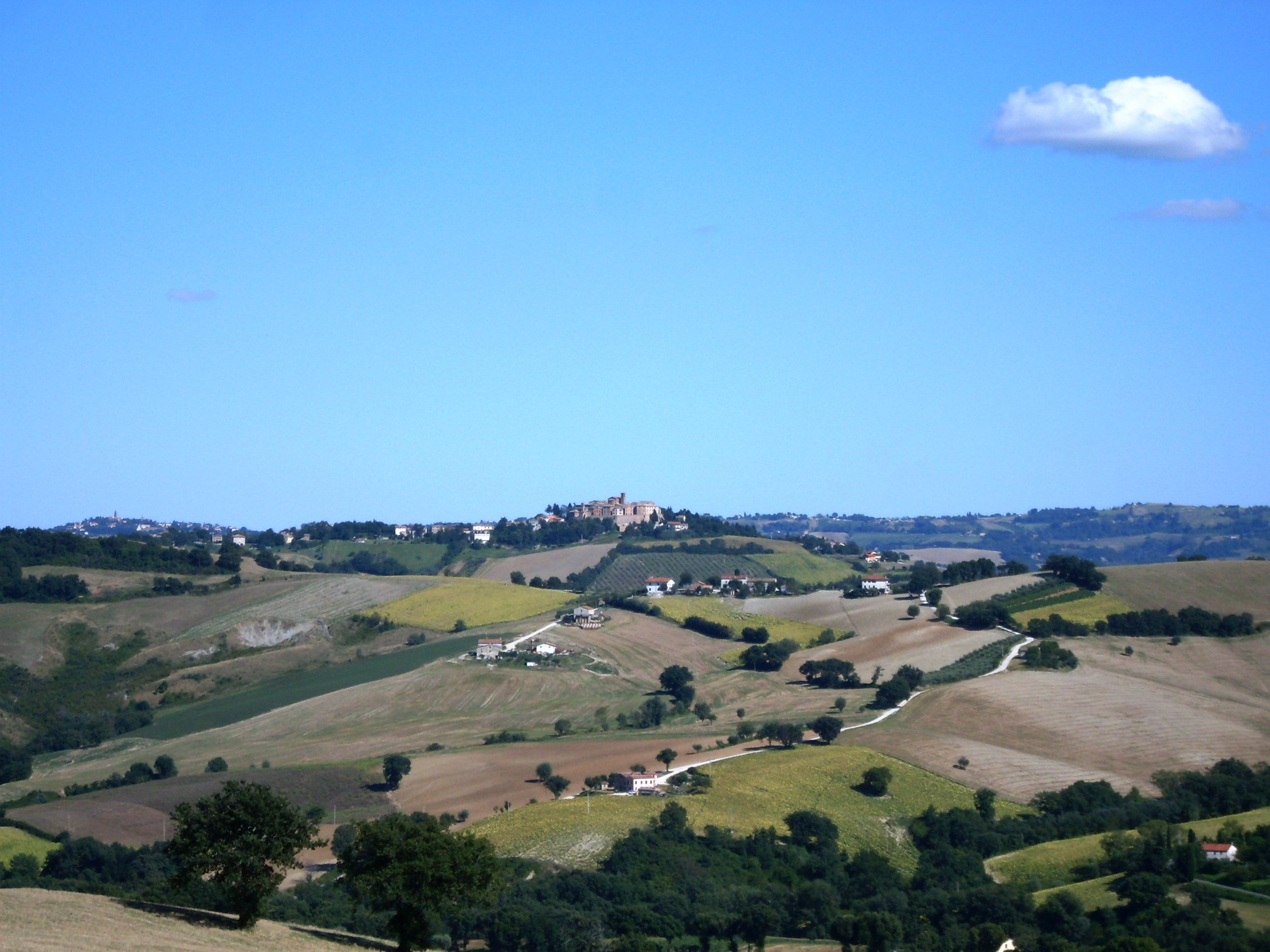
Piticchio
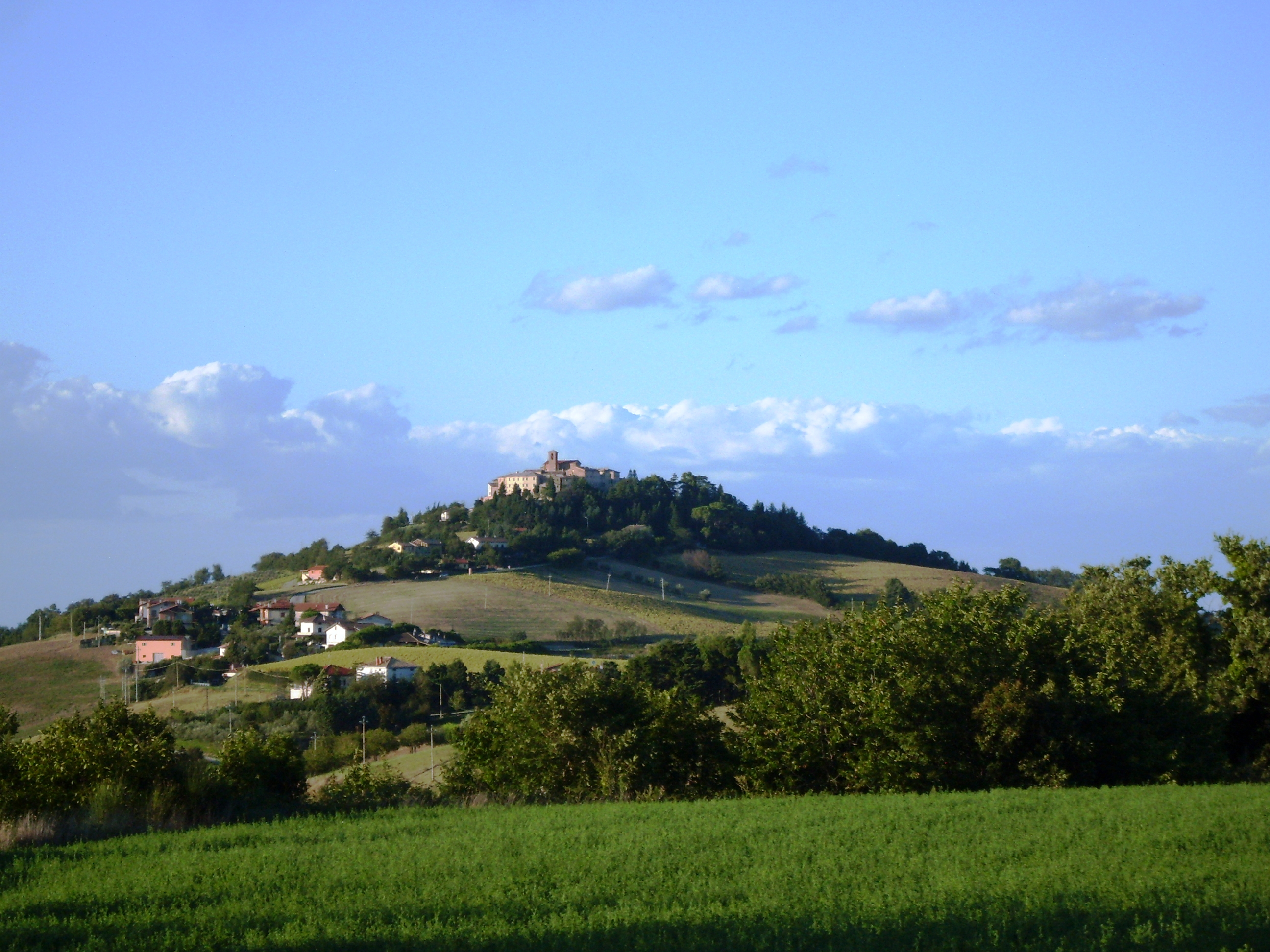
Piticchio dalla statale arceviese
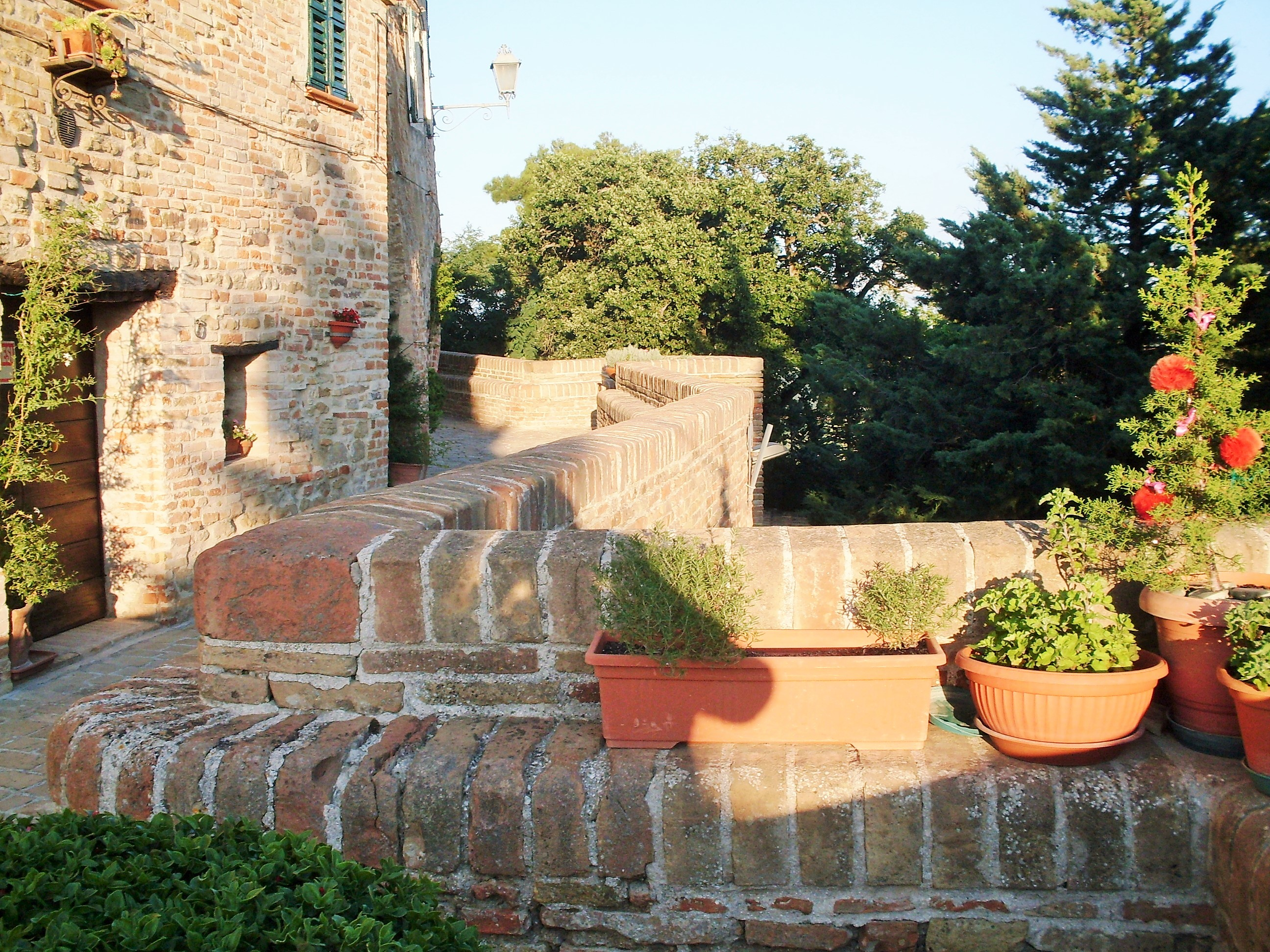
Cammino di ronda di Piticchio
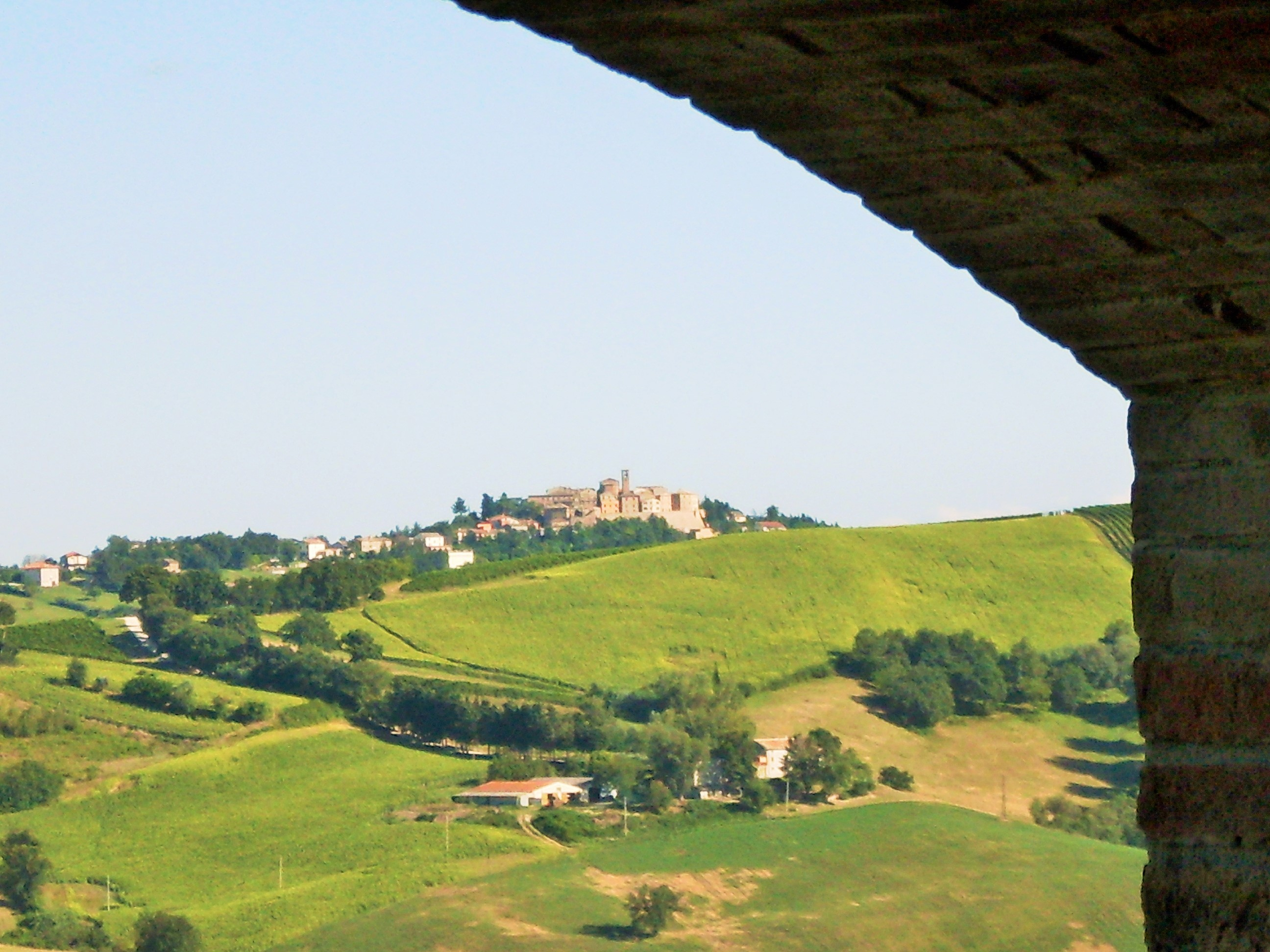
Piticchio visto da Loretello